# Elma Napier
Elma Napier, znana również jako Elizabeth Garner (ur. 23 marca 1892 w Szkocji, zm. 12 listopada 1973 na Dominice) – dominikańska pisarka i polityczka. Pierwsza kobieta wybrana do Parlamentu Dominiki, w którym zasiadała w latach 1940–1944, 1947–1951 i ponownie (jako mianowana członkini) w latach 1951–1954.

## Życiorys
Elma Gordon-Cumming urodziła się 23 marca 1892 w Szkocji. Ukończyła Levana School w londyńskiej dzielnicy Wimbledon oraz St. James' School w West Malvern. Pracowała jako dziennikarka. Pisała artykuły na temat Dominiki i Karaibów dla gazety Manchester Guardian.
Z powodzeniem wzięła udział w wyborach parlamentarnych na Dominice w 1940 roku. Została pierwszą kobietą wybraną do parlamentu w historii kraju (ówcześnie Dominika była kolonią korony brytyjskiej i częścią Brytyjskich Wysp Nawietrznych) oraz pierwszą kobietą w parlamencie krajów karaibskich. W parlamencie zasiadała do 1944 roku. Ponownie została członkinią parlamentu po wyborach parlamentarnych na Dominice w 1947 roku. Pełniła funkcję członkini parlamentu do 1951 roku. Po wyborach parlamentarnych w 1951 roku została jedną z mianowanych członków nowego parlamentu; tę funkcję sprawowała do 1954 roku.
W latach 50. i 60. oraz do swojej śmierci w 1973 roku udzielała się jako redaktorka magazynu Bim.

### Życie prywatne, pozostała działalność i śmierć
Jej pierwszym mężem był Captain Maurice Antony Crutchley Gibbs (1888–1974). Pobrali się w 1912 roku, w 1924 wzięli rozwód. W 1923 roku wzięła ślub z Lennoxem Pelhamem Napierem (1891–1940). Miała czwórkę dzieci. Dwójka z nich, z pierwszego małżeństwa, służyła w trakcie II wojny światowej – Daphne Marian (Agar née Gibbs) oraz Ronald Gordon Vicary (Gibbs), służący w Royal Air Force (1918–1942). Zmarła 12 listopada 1973 w Pointe Baptiste, północnej części Dominiki.

## Twórczość
Napier była autorką książek i historyjek, które opublikowała na przestrzeni lat. Niektóre z nich publikowała pod pseudonimem Elizabeth Garner.
- 1927 – Nothing so Blue: Travel Sketches, Cayme Press,
- 1936 – Duet in Discord (pod pseudonimem Elizabeth Garner), A.A. Knopf,
- 1938 – A Flying Fish Whispered (pod pseudonimem Elizabeth Garner),
- 1948 – Youth is a Blunder (autobiografia), Jonathan Cape publishers
- 1949 – Winter is in July, Jonathan Cape publishers
- 1951 – Carnival in Martinique (zbiór historyjek)